# Трощение
Трощение — вспомогательный процесс текстильного производства. Представляет собой соединение и совместное параллельное наматывание нескольких одинаково натянутых нитей на одну катушку, происходящее в среднем со скоростью 500 м в минуту, а также очистку от пуха и сора и удаление слабых и толстых участков.
Является предварительной операцией для подготовки пряжи к дальнейшей переработке на крутильных машинах (кручение, ранее часто называлось сучением). Осуществляется, как правило, на тростильной либо прядильно-крутильной машине (позволяющей выполнить весь комплекс операций — от прядения и трощения до кручения и намотки), в случае производства кручёного шёлка и химических нитей — на тростильно-крутильной.
Число подвергаемых трощению нитей при данном процессе должно быть равно числу питающих паковок, с которых сматывается пряжа. После сматывания она огибает направляющий пруток и затем поступает в контрольно-очистительный прибор, состоящий из двух металлических ножей или пластин, которые образуют так называемую контрольную щель, ширина которой зависит от номинального диаметра нити, и натяжного устройства. Контрольная щель предназначена для недопущения прохождения через неё утолщений пряжи и вызова её обрыва. Нить также обрывается в слабых местах, поскольку не выдерживает установленного натяжения.